# Nikita Baranov
Nikita Baranov, född 19 augusti 1992 i Tallinn, är en estländsk fotbollsspelare som spelar för FC Pjunik och Estlands landslag.

## Karriär
I januari 2019 gick Baranov till bulgariska Beroe.

## Meriter
Flora Tallinn
- Meistriliiga: 2010, 2011, 2015
- Estländska cupen: 2011, 2013, 2016
- Estländska supercupen: 2011, 2012, 2014, 2016